# Africanus Horton (cràter)
Africanus Horton és un cràter d'impacte en el planeta Mercuri de 140 km de diàmetre. Porta el nom de l'escriptor de Sierra Leona Africanus Horton (1835-1883), i el seu nom va ser aprovat per la Unió Astronòmica Internacional el 1976.